# Benjamin Garcia
Benjamin Garcia Alonso (* 1980 in Bocholt) ist ein deutsch-mexikanischer Jazz- und Popmusiker (Kontrabass, Gesang, Gitarre, Komposition).

## Leben und Wirken
Garcia erhielt bereits mit acht Jahren Gitarrenunterricht; später wurde er auch in E-Gitarre, E-Bass, Schlagzeug und Kontrabass an der Bocholter Musikschule bei u. a. Ernst Sicker und Henning Gailing unterwiesen. Er absolvierte ab 2000 ein Instrumentalstudium an der Folkwang-Hochschule in Essen als Jazz-Kontrabassist bei John Goldsby sowie Peter Herborn, Hugo Read und Peter Walter. Er nahm außerdem Privatunterricht bei Dieter Manderscheid.
Im Bereich des Jazz arbeitete Garcia mit Ack van Rooyen, Paul Heller, Norbert Scholly, Laila Biali, Julian und Roman Wasserfuhr (Running 2013), Clemens Orth, Max Mutzke, Axel Fischbacher, Heiner Schmitz und Anna Maria Schuller. Mit seinem eigenen Quartett, das mit Christoph Möckel, Pablo Held und Jonas Burgwinkel hochkarätig besetzt war, veröffentlichte er im November 2012 sein Debütalbum Red Peace. Mit dem Trio von Diego Franco entstand 2015 das Album Chilacantongo. Im Bereich des Blues gehört er zur Band von Eddie Kold, mit der er 2020 das Album Chicago Alley Blues bei L+R Records veröffentlichte. 
Weiterhin stand Garcia in der Pop-Band El Mono als Sänger und Gitarrist auf der Bühne, mit der er 2013 die EP „El Mono – Kreisel“ auf seinem Label Mojacar Music veröffentlichte. Unter eigenem Namen folgten die Alben „Hurra, Hurra“ (2014), „Probier was Neues“ und „Nimmersatt“ (beide 2018). Zudem arbeitete er für Film und Theater. So entstanden die Bühnenmusiken für die Tanzhaus NRW-Produktionen „Schmetterling flieg!“ mit Mistel López und „kind.gerecht. – I change my world!“ mit dem Sabine Seume Ensemble und dem Theater Fayoum 2012 entstand das Theaterstück „Die Große Wörterfabrik“, eine Kooperation des FFT Düsseldorf und dem Fitz Stuttgart, wo er auf der Bühne als Multiinstrumentalist auftrat.
Garcia hat einen Lehrauftrag für Jazz-Bass an der Folkwang Universität. Er wurde zweimal mit dem „Jazz-Werk-Ruhr-Preis“ ausgezeichnet.